# Publius Metilius Sabinus Nepos
 (novembre 2019).
 (novembre 2019).
Si vous disposez d'ouvrages ou d'articles de référence ou si vous connaissez des sites web de qualité traitant du thème abordé ici, merci de compléter l'article en donnant les références utiles à sa vérifiabilité et en les liant à la section « Notes et références ».
Publius Metilius (Sabinus) Nepos (fl. 91-118) était un homme politique de l'Empire romain.

## Biographie
Fils d'un Publius Metilius.
Il était consul suffect en 91 et Légat d'Auguste propréteur de Bretagne de 95 jusqu'à 97 et frater arvalis en 105 et en 118.
Il fut le père de Publius Metilius Nepos.